# Ariane

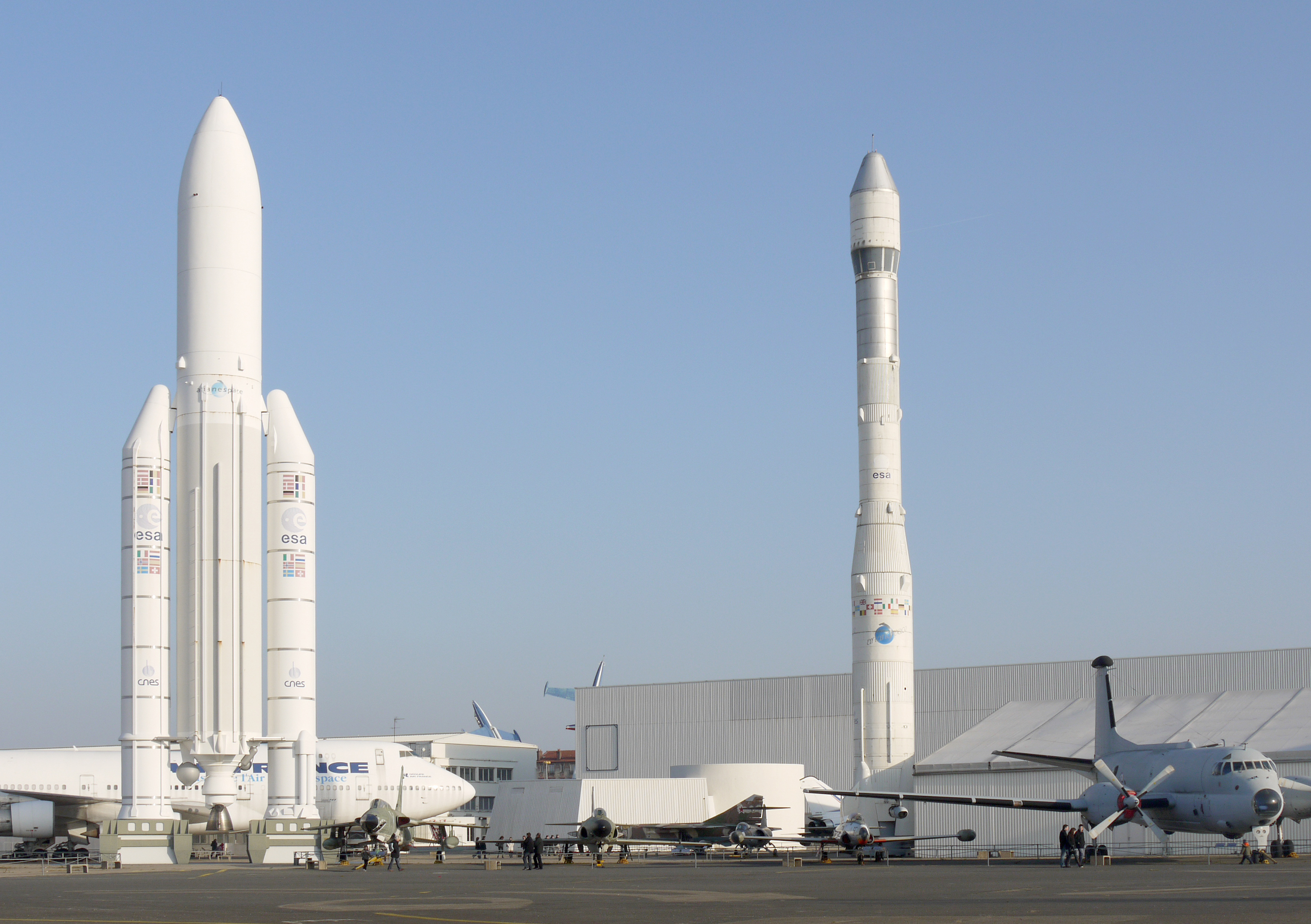
Modelos do Ariane 5 e do Ariane 1.

Ariane é a denominação de uma série de veículos de lançamento descartáveis europeus, em especial da Agência Espacial Europeia. O nome vem da palavra em francês para a deusa da mitologia grega: Ariadne.

## Histórico
A França propôs o projeto Ariane logo depois do lançamento do foguete Europa 2 em Novembro de 1971 e um acordo foi finalmente obtido em 31 de Julho de 1973 depois de discussões delicadas entre França, Alemanha e Reino Unido. Os foguetes Ariane foram a segunda tentativa da Europa ocidental para desenvolver o seu próprio veículo lançador, depois do fracasso do projeto Europa.
O projeto Ariane, tinha o codinome L3S (abreviação em francês para lançador substituto de terceira geração). A ESA atribuiu à EADS Astrium, subsidiária da EADS, o desenvolvimento de todos os lançadores Ariane e das instalações de teste, enquanto a Arianespace, uma subsidiária do CNES criada em 1980, cuidava da produção, operação e marketing do projeto.
A Arianespace lança os foguetes Ariane a partir do Centro Espacial de Kourou, Guiana Francesa, onde a proximidade com a linha do equador dá uma vantagem significativa aos lançamentos.

## Modelos
- Ariane 1, operacional entre 1979-1986, com 9 sucessos de 11 lançamentos
- Ariane 2, operacional entre 1986-1989, com 5 sucessos de 6 lançamentos
- Ariane 3, operacional entre 1984-1989, com 10 sucessos de 11 lançamentos
- Ariane 4, operacional entre 1990-2003, com 113 sucessos de 116 lançamentos
- Ariane 5, operacional entre 1996-2023, com 115 sucessos de 117 lançamentos
- Ariane 6, operacional entre 2024-presente, com 1 falha parcial de 1 lançamento (até de Outubro de 2024)